# Salvatore Bonafede
Salvatore Bonafede (Palermo, 4 agosto 1962) è un compositore e pianista italiano.

## Biografia

### Gli inizi
Nasce il 4 agosto del 1962 a Palermo da una famiglia di gioiellieri. Inizia a suonare il pianoforte all’età di 4 anni e si avvicina al jazz grazie alla passione per questo genere musicale del padre Antonino Bonafede, pianista jazz autodidatta, seguace di Erroll Garner. Le sue prime esperienze sul palco avvengono negli anni ’70 presso il jazz club Brass Group di Palermo dove a fine spettacolo, si esibisce in session con musicisti come Dexter Gordon, Joe Albany, Woody Shaw, Irio De Paola e Giorgio Gaslini.
A 11 anni ha il suo primo ingaggio come pianista di jazz nel programma televisivo di Rai 1 Sapere: il Jazz in Italia condotto da Franco Cerri. Seguiranno le sue partecipazioni ai programmi televisivi Chitarra e Fagotto (Rai 2, 1975) in cui si esibisce con l’orchestra della Rai, e Di Jazz in Jazz (Rai 2, 1978).
Nel frattempo compie gli studi classici presso il Conservatorio di Palermo dove oggi detiene la cattedra di Pianoforte Jazz. Mentre si susseguono i concerti sia come leader sia come sideman (Bob Berg, Steve Grossman, Lew Tabackin), dal 1984 al 1986 è stato il pianista della Brass Group Big Band di Palermo collaborando con Sam Rivers, Archie Shepp, Pete Rugolo, Paul Jeffrey, Ernie Wilkins, Lester Bowie e Toshiko Akiyoshi

### Gli Stati Uniti

Salvatore Bonafede e Dizzy Gillespie alla Berklee

Nel 1986 vince una borsa di studio per frequentare il Berklee College of Music di Boston e si trasferisce negli Stati Uniti.
A Boston inizia a suonare come sideman nei gruppi di Bill Thompson, Hal Crook, George Garzone, Roy Okutani e Bruce Gertz, suoi insegnanti al college.
In quel periodo comincia lo studio della batteria jazz con Alan Dawson; tutt’oggi, in rare occasioni, Bonafede si esibisce anche come batterista jazz. Nel frattempo studia privatamente con Charlie Banacos e continua parallelamente gli studi classici di pianoforte con Manuel Zambelli presso il Berklee College. Studia anche con il sassofonista Jerry Bergonzi. Tra i due inizia un sodalizio musicale che lo vedrà impegnato in due tournée in Australia e una in Italia e nella realizzazione di tre album, a nome di Bergonzi, e di una master class di jazz presso la Harvard University.
Collabora stabilmente con l’Orchestra Jazz della Brandeis University diretta, in quegli anni, da Ricky Ford.
Nel 1989 si diploma presso il Berklee College of Music e riceve il titolo da Dizzy Gillespie. Nello stesso anno si trasferisce a New York dove rimarrà fino al 1994.
A New York studia privatamente con Paul Bley, Dave Holland, Lee Konitz, Andy LaVerne, Hal Galper e Richie Beirach, incontra e si lega in un ancora attuale rapporto professionale e di amicizia con il sassofonista Joe Lovano che lo ingaggia come suo sideman. Numerose saranno le collaborazioni professionali con musicisti come Bill Stewart, Joshua Redman, Mark Turner, Bob Mintzer, Charlie Mariano, Randy Brecker, Lew Tabackin, Dewey Redman, Tom Harrell e Judy Silvano.
In quegli anni collabora con la Mel Lewis Orchestra (ora Vanguard Jazz Orchestra) in cui sostituisce per una stagione il pianista Kenny Werner al Village Vanguard.
Parallelamente all’attività musicale svolge quella didattica presso alcune istituzioni come Università di Harvard (Cambridge, Massachusetts, 1988), South Australian C.A.E. School of Music (Adelaide, Australia, 1989), The Concord Community Music School (Concord, New Hampshire, 1989)
A New York inizia la sua carriera discografica di leader come pianista e compositore. Nel 1990 incide per l’etichetta giapponese Ken Music il suo primo album Actor-Actress, a capo di un quartetto con Joe Lovano, Cameron Brown e Adam Nussbaum. L’anno successivo, sempre per la stessa etichetta, incide un secondo album di sue composizioni Plays in trio con Marc Johnson e Paul Motian con i quali, assieme a Joe Lovano, compirà una lunga tournée in Italia nel 1992.

### Dal rientro in Italia ad oggi
Nel 1994 ritorna in Italia e si trasferisce a Palermo. Compie numerose tournée sia come sideman che come leader a fianco di musicisti come Tom Harrell (Italia, 1996), John Scofield (Europa, 1996), Joe Lovano (Europa, 1997; Italia, 2003; Joe Lovano Europa Quartet dal 2010), Bobby Watson (Italia, 1997 e 1998), Sheila Jordan (Italia, 1999), Norma Winstone (Italia, 1999, 2000 e 2003), Eddie Gomez (Italia, dal 2010 al presente), e vari concerti con Maria Pia De Vito, Roberto Ottaviano, Pierre Vaiana, Lorenzo Petrocca, Lee Konitz, Tony Scott, Eliot Zigmund, Peter Erskine, John Abercrombie, Adam Rogers, Kurt Rosenwinkel, Ralph Towner, Esperanza Spalding, Jeff Ballard.
Partecipa a progetti jazz multietnici alcuni dei quali ideati dal sassofonista Pierre Vaiana con il quale collabora dal 1990 al presente (in Francia, Belgio, Tunisia, Algeria, Congo, Haiti) e altri dal sassofonista Luigi Cinque (in Italia, Portogallo, Spagna, Colombia, Brasile, Libia, Turchia).
Dal 1997 è docente per i Conservatori di musica Italiani, dal 2001 di ruolo e viene invitato a tenere master class e workshop da istituzioni italiane e internazionali come Jazz nights (Lagnau I.E., Svizzera), Facoltà di Lettere e Filosofia (Palermo), Festival Internazionale del Jazz - Esplorazioni (Roccella Jonica), Roma Jazz’s Cool (Roma), Saint Louis Music Center (Roma), Academy of Music in Gdańsk (Polonia), ArtEZ Conservatorium (Enschede, Paesi Bassi), Conservatoire communal des Arts Albdelmoumen Bentobel (Constantine, Algeria), Academy of Music Franz Liszt (Weimar, Germania), Académie Internationale d’Eté de Wallonie  (Libramont, Belgio),  Centre Culturel Fokal (Port-au-Prince, Haiti).
Dal 2016 Bonafede scrive libri di didattica musicale in collaborazione con Roberta Giuffrida.

## Il Cinema e il Teatro
Dal cinema provengono influenze e rimandi alla sua attività di compositore; il suo primo album, non a caso, si intitola Actor-Actress e molte delle sue composizioni (registrate in circa 70 album di cui 15 a proprio nome), sono dedicate a film, registi e attori a cui è particolarmente legato.
Dal 2001 collabora come compositore di colonne sonore sia per il cinema, sia per il teatro, aggiudicandosi diversi riconoscimenti tra i quali quello per la Migliore Colonna Sonora e la candidatura per la Migliore Musica ai Nastri D’Argento con i registi Daniele Ciprì e Franco Maresco (Il ritorno di Cagliostro, 2003 e Come inguaiammo il cinema italiano - La vera storia di Franco e Ciccio, 2004).
Con il regista e amico Franco Maresco continua a oggi un’intensa collaborazione sia per il cinema (Io sono Tony Scott ovvero come l’Italia fece fuori il più grande clarinettista del jazz, 2010,  Belluscone. Una storia siciliana, 2014, vincitore del premio David di Donatello,  Gli uomini di questa città io non li conosco – Vita e teatro di Franco Scaldati, 2015, La mia battaglia. Franco Maresco incontra Letizia Battaglia, 2016), sia per il teatro (Lucio, 2014 e Tre di coppie, 2016 di Franco Scaldati). Assieme a Franco Maresco partecipa inoltre a concerti-spettacolo ideati dal regista, come Tony’s Dream – Tributo a Tony Scott e Jass – Ovvero quando il jazz parlava siciliano (inaugurazione del Salone internazionale del libro di Torino edizione 2017, assieme a Franco Maresco, Stefano Zenni, Gabriele Mirabassi e Alessandro Presti) e Joe Lovano plays John Coltrane – Tributo a John Coltrane (1926-1967), (assieme a Joe Lovano, Pietro Ciancaglini e Marcello Pellitteri).
Al cinema Bonafede dedica un’intera opera, Journey to Donnafugata, un omaggio al film Il Gattopardo di Luchino Visconti con composizioni originali e rivisitazione delle musiche di Nino Rota. L’opera lo impegnerà per due anni durante i quali ha ripercorso i luoghi e le location in cui è stato girato il film. Il progetto, partito come album, si è sviluppato sia in forma di concerto sia in forma di spettacoli teatrali.
È stato scelto da alcuni registi anche come attore.

## Riconoscimenti
- KFC Billboard Song Contest - Categoria Jazz (USA, 1990)
- Miglior Nuovo Talento (Referendum Musica Jazz, 1991)
- Referendum categoria Dischi di Jazz (Referendum M&D Musica e Dischi, 2001)
- Disco dell’anno - Premio Arrigo Polillo (Referendum Musica Jazz, 2001)
- Disco dell’anno (Referendum Il Foglio, 2001)
- Gran Premio Città di Lagonegro per la Migliore Colonna Sonora (Festival Nazionale Cinema e Musica di Lagonegro, 2003)
- Premio per la Migliore Colonna Sonora (B.A.Film Festival, 2004)
- Candidatura per la Migliore Musica ai Nastri D’Argento (2004)

## Discografia Selezionata

### Discografia come leader
| Anno | Disco                   | Label              | Musicisti                                                              |
| ---- | ----------------------- | ------------------ | ---------------------------------------------------------------------- |
| 1990 | Actor-Actress           | Anaglyphos Records | Joe Lovano, Cameron Brown, Adam Nussbaum                               |
| 1991 | Plays                   | Anaglyphos Records | Marc Johnson, Paul Motian                                              |
| 1992 | Nobody's Perfect        | Penta Flowers      | Giorgio Rosciglione, Ettore Fioravanti, Franco Piana                   |
| 1996 | You                     | Beat Records       | piano solo                                                             |
|      |                         | Fonit Cetra        |                                                                        |
| 1998 | Plays Gershwin          | Splasc(h) Records  | Cameron Brown, Michael Sarin                                           |
| 2001 | Ortodoxa                | Red Records        | Fabrizio Bosso, Rosario Giuliani, Pietro Ciancaglini, Roberto Gatto    |
| 2004 | Journey to Donnafugata  | CAM Jazz           | Enrico Rava, John Abercrombie, Ralph Towner, Ben Street, Clarence Penn |
| 2005 | Paradoxa                | Red Records        | Pino Di Modugno, Vito Di Modugno, Pietro Ciancaglini, Lorenzo Tucci    |
| 2005 | For the Time Being      | CAM Jazz           | Joe Lovano, Adam Roger, Mark Dresser, Paul Motian, Michele Rabbia      |
| 2006 | Dream and Dreams        | CAM Jazz           | piano solo                                                             |
| 2010 | Sicilian Opening        | Anaglyphos Records | Marco Panascia, Marcello Pellitteri                                    |
| 2021 | Caro Luca               | Red Records        | piano solo                                                             |
| 2024 | SAL (Serenity And Love) | MEM                | piano solo                                                             |
|      |                         |                    |                                                                        |

### Discografia come co-leader
- Live in Brussels con Dario Deidda e Mimmo Cafiero (Splasc(h) Records, 1996)
- Itinerari Siciliani con Pierre Vaiana (AZ Productions, 2011)
- 8 Variations On Mainland con Giuseppe Urso (Anaglyphos Records, 2023)

### Discografia come sideman
- Jerry Bergonzi - Jerry on Red (Red Records, 1989)
- Jerry Bergonzi - Caught In The Act (Not Fat Records, 1989)
- Jerry Bergonzi - Inside Out (Red Records, 1990)
- Jerry Bergonzi - Tilt (Red Records, 1991)
- Jamie Baum - Undercurrents (Konnex, 1991)
- Judi Silvano - Dancing Voices (JSL, 1992)
- Pierre Vaiana - Shakra (Celp Musiques, 1993)
- Michael Formanek - Low Profile (Enja Records, 1994)
- Naco - Naco (Soleluna - Mercury, 1995)
- Fabrizio Bosso - Fast Flight (Red Records, 2000)
- Maurizio Giammarco - Jazz Italiano Live 2007 vol. 5 (L’Espresso, 2007)
- Myriam Alter - Where is There (Enja Records, 2007)
- Marcello Pellitteri - Aquarius Woman (Marpel Music, 2016)

## Cinema
- Tutti for Louis - Omaggio a Louis Armstrong 1900-2000 (partecipazione), regia Daniele Ciprì e Franco Maresco (2001) - Documentario
- Miles gloriosus - Tributo a Miles Davis 1926-1991 (partecipazione), regia Daniele Ciprì e Franco Maresco (2001) - Documentario
- Il ritorno di Cagliostro (autore colonna sonora), regia Daniele Ciprì e Franco Maresco (2003)
- Come inguaiammo il cinema italiano - La vera storia di Franco e Ciccio (autore colonna sonora), regia Daniele Ciprì e Franco Maresco (2004)
- Palermo, una città lunga un sogno (autore musiche), regia Mario Bellone (2006) – Documentario
- Lavoro Liquido (autore musiche), regia Michele Cinque (2008) – Documentario
- Io sono Tony Scott ovvero Come l’Italia fece fuori il più grande clarinettista del jazz (partecipazione), regia Franco Maresco (2010)
- A tutto tonno (autore colonna sonora), regia Antonio Bellia (2010) - Documentario
- Transeuropæ Hotel (autore musiche e attore), regia Luigi Cinque (2012)
- Belluscone. Una storia siciliana (autore musiche), regia Franco Maresco (2014)
- Gli uomini di questa città io non li conosco – Vita e teatro di Franco Scaldati (autore musiche), regia Franco Maresco (2015) - Documentario
- Sicily Jass (autore colonna sonora e attore), regia Michele Cinque, (2015)
- La mia battaglia. Franco Maresco incontra Letizia Battaglia (autore musiche), regia Franco Maresco (2016) - Documentario
- La mafia non è più quella di una volta, regia di Franco Maresco - documentario (2019)
- Lovano Supreme, Regia Franco Maresco (2023)
- Un film fatto per Bene, regia di Franco Maresco (2025)

## Televisione
- Sapere: il Jazz in Italia (RAI 1, 1974)
- Chitarra e Fagotto (RAI 2, 1975)
- Di Jazz in Jazz (RAI 2, 1978)
- Regione Sicilia. Toshiko Akiyoshi dirige la Brass Group Big Band - (RAI 3, 1985)
- Tandem (RAI 2, 1986)
- Viva il jazz (RAI 1, 1999)
- Millennium – La Notte del 2000 (diretta RAI1 e RAI2, 1999-2000)
- En Territorio Intimo (Tv series – Spagna, dal 2000 al 2007)
- Emmerdale (Tv series – Finlandia, 2003)
- Emmerdale Farm (Tv series – Svezia, 2003, 2004, 2006, 2007)
- Emmerdale Omnibus (Tv series – Regno Unito, 2004, 2005)
- I migliori nani della nostra vita (LA7, 2006)
- Teenage Dreams (Tv series Israele, 2006, 2007, 2008, 2013)
- Musicultura Festival (RAI 2, 2007)
- Ai confini della pietà (LA7, 2007)
- Il Caffè (RAI International, 2008)
- Jazz: la musica più comica del mondo (RAI 3, 2009)
- Jazz Life (Red TV, 2009)
- Le stelle di Capri, Hollywood (RAI Extra, 2009)
- Letterature 2009: 8º Festival Internazionale di Roma (RAI 2, 2010)

## Radio
- Radio3: Suite Festival (Rai Radio 3, 1997)
- Rai Tre Jazz Club (Rai Radio 3, 2001)
- Invenzioni a due voci (Rai Radio 3, 2001, 2003)
- Rai Radio Tre (Rai radio 3, 2003)
- I concerti del Quirinale (Rai RadioTre, 2003)
- I concerti del mattino (Rai RadioTre, 2003, 2005, 2022)
- La Guagua (Radio Palermo 99.5, Buenos Aires, 2007)
- In The Mood (Alger Chaîne 3, 2008)
- Zeppelin (Rai Radio Due, 2010)
- Radio3 Suite (Rai Radio 3, 2011)
- Le Monde est un Village (RTBF, Belgio, 2013)
- Battiti (Rai Radio 3, 2021)

## Teatro
- La Ballata del Sale di Salvo Licata (regia Maurizio Scaparro, 1983)
- Sinfonia dei due Mondi (regia Jérôme Savary, 1999)
- Marocco (regia Claudio Collovà, 2000)
- Palermo può attendere (regia Daniele Ciprì e Franco Maresco, 2002)
- Viva Palermo e Santa Rosalia (regia Daniele Ciprì e Franco Maresco, 2005)
- Inventario Siculo-Palermitanesco (regia Daniele Ciprì e Franco Maresco, 2007)
- Al Buio (regia Romano Usai, 2008)
- Donna di Cuori. Favola nera di una ribelle (regia Mario Di Caro, 2009)
- Le Notti di Segesta: La Notte del Gattopardo (regia Alfio Scuderi, 2013)
- Lucio di Franco Scaldati (regia Franco Maresco, 2014)
- Tre di Coppie di Franco Scaldati (regia Franco Maresco, 2016)
- La Catastròfa di Paolo Di Stefano (regia Marie Vaiana, 2016)
- Guerrin Meschino di Gesualdo Bufalino (regia Carlo Quartucci, 2017)
- È la notte un raduno d'ombre di Franco Scaldati (regia Franco Maresco, 2022)
- Assassina di Franco Scaldati (regia di Franco Maresco, 2023)
- Jazz Club (regia Mario Di Caro, 2025)

## DVD
- Alentejo Story Concert regia Michele Cinque (MRF5, 2006)
- Jazz Confusion regia Fabio Badolato e Jonny Costantino (BACO Productions, 2006)
- Su contu de Sarroch regia Romano Usai (Art’In Produzioni, 2009)

## Editoria Musicale
- The European Real Book (Sher Music Co., 2005)
- Italian Jazz Real Book (Carish, 2005)
- The Real Easy Book Vol.3 (Sher Music Co., 2007)

## Pubblicazioni
- Grande Dizionario degli Accordi in tutte le Tonalità con Roberta Giuffrida (Volontè & Co., 2016)
- Grande Dizionario degli Accordi con Rivolti in tutte le Tonalità con Roberta Giuffrida (Volontè & Co., 2017)